# Goux-sous-Landet
Goux-sous-Landet is een gemeente in het Franse departement Doubs (regio Bourgogne-Franche-Comté) en telt 51 inwoners (2009). De plaats maakt deel uit van het arrondissement Besançon.

## Geografie
De oppervlakte van Goux-sous-Landet bedraagt 5,6 km², de bevolkingsdichtheid is dus 9,1 inwoners per km².

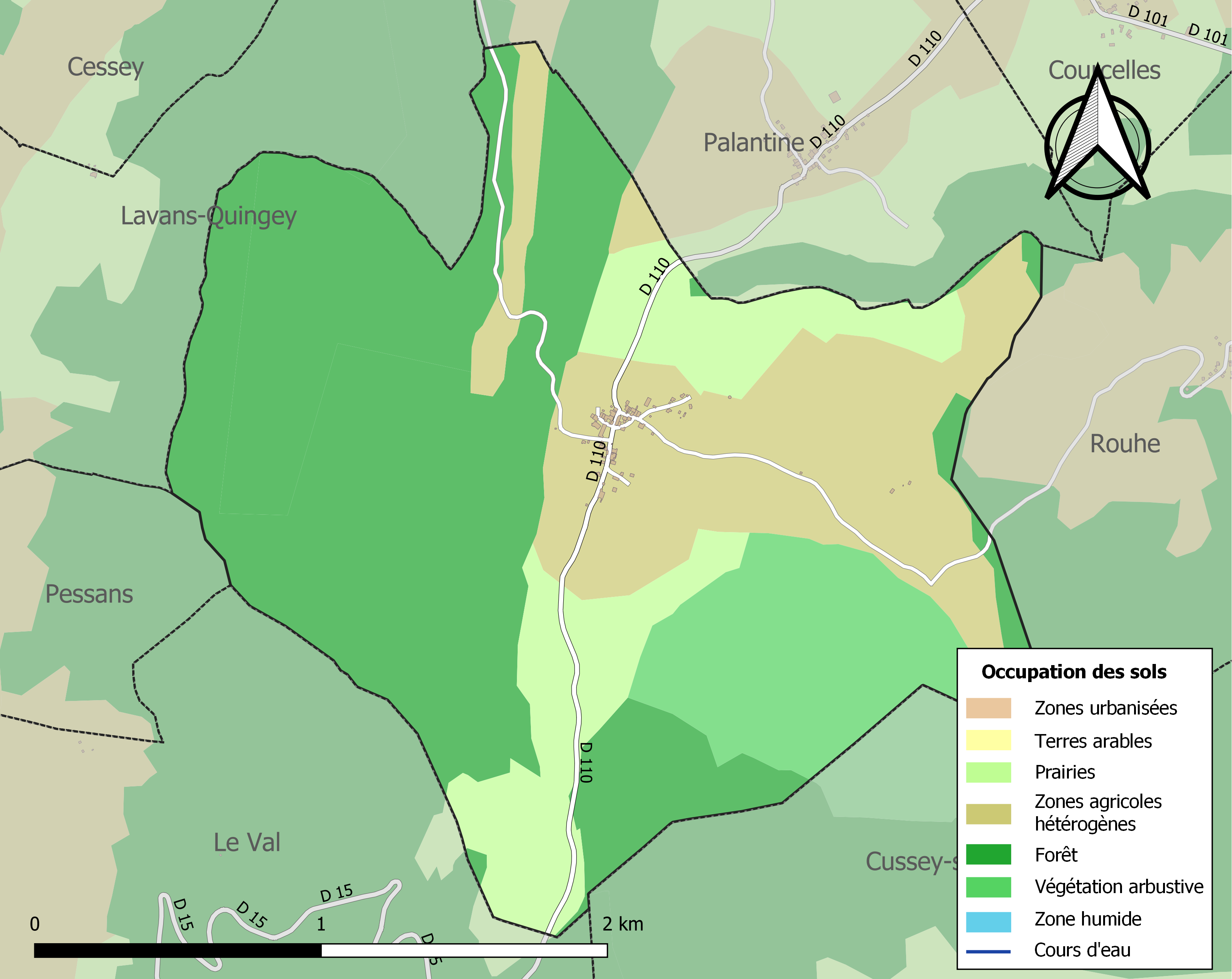
Kaart van de gemeente met de belangrijkste infrastructuur, bodemgebruik en omliggende gemeenten

## Demografie
Onderstaande figuur toont het verloop van het inwonertal (bron: INSEE-tellingen).